# Dietrich II./IV. (Kleve)
Dietrich II./IV. († 1172) war von 1148/50 bis 1172 Graf von Kleve. Während er in der älteren Forschung als Dietrich II. (gelegentlich auch als Dietrich III.) bezeichnet wird, wird er in der jüngeren, auf Thomas R. Kraus basierenden Forschung, als Dietrich IV. gezählt.

## Leben
Dietrich II./IV. von Kleve war ein Sohn Graf Arnolds I. und Ida von Brabant. Vermutlich 1148 oder 1149 trat er das Amt als Graf von Kleve an; sicher nachweisbar ist er 1150.
Er war verheiratet mit Adelheid von Sulzbach († 1189). Sein Nachfolger als Graf von Kleve wurde sein Sohn Dietrich III./V. Weitere Kinder Dietrichs II./IV. waren 
- Arnold, verheiratet mit Adelheid von Heinsberg,
- Adelheid, verheiratet mit Dietrich VII. von Holland,
- und Margarethe, zu deren Hochzeit mit Landgraf Ludwig [III.] von Thüringen Heinrich von Veldeke anwesend war, wie er in seinem Eneasroman angibt.